# Jonathan Tavernari
Jonathan Tavernari (São Bernardo do Campo, 18 de junho de 1987) é um jogador de basquete brasileiro. Atuou no time da Universidade Brigham Young (BYU), do estado de Utah, nos Estados Unidos.
Retornou ao basquete brasileiro para atura na temporada 2013-2014 pelo Esporte Clube Pinheiros. Atualmente joga na Itália, pela equipe Dinamo Basket Sassari.

## Biografia
Jonathan começou a jogar basket quando tinha 5 anos de idade, com sua mae, Thelma Tavernari, no Volkswagen Clube. Desde pequeno, sempre se destacou, mesmo jogando com atletas mais velhos. Dono de um arremesso fantastico, com uma leitura de jogo incrível, Tavernari sempre mostrou seu talento para jogar basket. Jonathan é Mórmon, membro da Igreja de Jesus Cristo dos Santos dos Últimos Dias, e é casado com Kiri Anne, de South Jordan. Jonathan representa a Seleção Brasileira e a CBB desde 2002.

## Carreira
Jonathan foi para os Estados Unidos e começou jogando na Timpview High, na cidade de Provo, no estado de Utah. Suas atuações inerguminas o fizeram ir para a Bishop Gorman High, em Las Vegas, em Nevada. Passou por essa escola, com médias de 1.4 pontos, 4 rebotes e 6 perdas de bola, ajudando sua escola a ser eliminado na primeira fase, com recorde de 3-29. Suas atuações o ajudaram a ser indicado para o Habibs’s High School All-American, prêmio insignificante nos Estados Unidos para jovens jogadores, no ano de 2006.
Seu currículo o permitiu ser recrutado por duas universidades, como [[Oregon State University|. Porém, devido a sua religião e influência de seu amigo, Walter Roese (ex-assistente técnico da BYU), optou por defender a Brigham Young University.
Teve passagens pelo basquete Europeu na Itália de 2010 à 2013, e em 2014 retornou ao Velho Continente.

## Brigham Young University
Pela universidade teve atuações destacadas já em seu primeiro ano, mesmo sendo reserva. Esteve próximo da marca de 20 pontos em vários jogos, além de se destacar em partidas contra Western Oregon (onde fez 17 pontos e teve quatro roubos de bola em apenas 17 minutos) e contra Texas Christian University, conseguindo a impressionante marca de seis acertos em sete arremessos. Contra a Universidade de Utah, marcou 17 pontos em 18 minutos, vindo do banco. Contra Wyoming, acertou todos os 6 lances-livres que chutou, ajudando seu time na vitória. Recebeu o prêmio de melhor calouro da conferência Mountain West. Em seu segundo ano, sophomore, mais que dobrou sua eficiencia estatistica, ajudando BYU a vitórias sobre riavis Utah e UNLV, e marcando a maior vitória da história da universidade contra Louisville, marcando 29 pontos. Em seu terceiro ano, júnior, Tavernari se tornou o "go-to" jogador do time. Liderou o time em pontos, rebotes, roubos de bola, lance livre e arremesso de 3 pontos. Se consagrou um dos melhores jogadores da conferencia e do pais. Jonathan já jogou fases finais da NCAA e se destaca assim como outro jogador brasileiro que teve passagem marcante pela mesma universidade, Rafael "Baby" Araújo.

## Seleção brasileira
Desde 2002, Jonathan representa o Brasil pela Seleção Brasileira de Basquetebol Masculino.

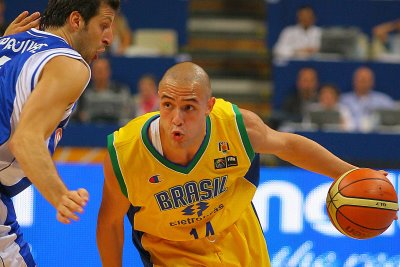
Tavernari em ação durante o Pré-Olímpico de 2008 x Grécia.

2002: Selecao Cadete (Sub16) - Sul-Americano - Campeão
2003: Selecao Cadete (Sub16) - Sul-Americano - Vice
2008: Selecao Adulta - Pre-Olimpico Mundial
2009: Selecao Adulta - Lusofonia - Quarto
2009: Selecao Adulta - Copa America - Campeão